# Прокуден земледелец
„Прокуден земледелец“ с подзаглавие Орган на Емигрантската организация на Б.З.Н. съюз е български седмичен вестник, излизал в София, България, от 16 август 1922 до 26 октомври 1922 година.
| Годишнина | Броеве | Дата                              |
| --------- | ------ | --------------------------------- |
| I         | 1 – 9  | 16 август 1922 – 26 октомври 1922 |

Вестникът е издаван от редакционен комитет и редактор му е Александър Панов - един от ръководителите на Македонската федеративна организация. Емигрантската организация на БЗНС се стреми да привлече македонските бежанци на своя страна и вестникът полемизира с печатните органи на другите македонски организации. Оганизацията получава официална подкрепа от правителството на БЗНС. След убийството на Панов обаче на 4 октомври 1922 година организацията се разпада и вестникът спира.